# Diego Lainez (Fußballspieler)
Diego Lainez Leyva (* 9. Juni 2000 in Villahermosa) ist ein mexikanischer Fußballspieler, der seit Sommer 2023 bei Tigres UNAL unter Vertrag steht. Der Flügelspieler ist seit September 2018 mexikanischer Nationalspieler.

## Karriere

### Verein
Diego Lainez und sein vier Jahre älterer Bruder Mauro wurden vom Scout Ángel González entdeckt, welcher zuvor bereits den späteren Nationalspielern Hirving Lozano, Rodolfo Pizarro und Cuauhtémoc Blanco den Sprung in den Profifußball ermöglichte. Während sein Bruder in die Jugend des CF Pachuca ging, wechselte Diego in die Jugend von Club América. Am 1. März 2017 debütierte der erst 16-jährige Lainez in der Copa MX gegen Santos Laguna für die Profimannschaft der Águilas. Bereits drei Tage später gab er beim 1:1-Unentschieden gegen den Club León, auch sein Debüt in der Liga MX. Seinen ersten Startelfeinsatz bestritt er dann am 19. März gegen die UNAM Pumas. Am 4. August 2018 erzielte er beim 3:1-Heimsieg gegen den CF Pachuca seine ersten beiden Pflichtspieltreffer.
Am 10. Januar 2019 wechselte Lainez für eine Ablösesumme in Höhe von 14 Millionen Euro zum spanischen Erstligisten Betis Sevilla, wo er einen Fünfjahresvertrag unterschrieb. Sein Debüt bestritt er am 20. Januar (20. Spieltag) beim 3:2-Heimsieg gegen den FC Girona. In der restlichen Saison 2018/19 absolvierte er elf weitere Einsätze. In der nächsten Spielzeit 2019/20 kam er nur zu Kurzeinsätzen in 15 Ligaspielen.
Im Juli 2022 wurde der Spieler für eine Saison an Sporting Braga ausgeliehen. Die Leihe wurde im Januar 2023 vorzeitig beendet und es schloss sich ein  halbjähriges Leihgeschäft mit den UANL Tigres an, die ihn im Anschluss fest verpflichteten.

### Nationalmannschaft
Mit der mexikanischen U-17-Nationalmannschaft nahm Lainez an der U-17-Fußball-Weltmeisterschaft 2017 in Indien teil. Bei der 2:3-Niederlage im Gruppenspiel gegen England erzielte er beide Tore.
Im November 2018 nahm er mit der U-20-Auswahl an der CONCACAF U-20-Meisterschaft 2018 teil, welches man als Vizemeister beendete.
Lainez war ebenfalls Teil des mexikanischen U-21-Kaders für das Turnier von Toulon 2018. Mit seinem Heimatland stieß er bis ins Finale vor, wo man jedoch der englischen Auswahl unterlag. Lainez wurde durch seine starken Leistungen mit dem Titel zum Spieler des Turniers gekrönt.
Am 29. August 2018 wurde Lainez das erste Mal in die mexikanische A-Nationalmannschaft einberufen. Sein Debüt bestritt er am 7. September bei einer 1:4-Niederlage im Freundschaftsspiel gegen Uruguay.

## Erfolge

### Verein

#### Club América
- Liga MX: 2018/19

### Individuelle Auszeichnungen
- Turnier von Toulon Spieler des Turniers: 2018
- Turnier von Toulon Mannschaft des Turniers: 2018
- CONCACAF U-20-Meisterschaft Mannschaft des Turniers: 2018